# 175282 Benhida
175282 Benhida è un asteroide della fascia principale. Scoperto nel 2005, presenta un'orbita caratterizzata da un semiasse maggiore pari a 2,6897755 UA e da un'eccentricità di 0,1929083, inclinata di 8,76411° rispetto all'eclittica.